# Адолф Перцл
Адолф Перцл (Дубровник, 14. октобар 1901 — 3. август 1951) је био хрватски и југословенски фудбалер и репрезентативац Краљевине Југославије.

## Каријера
Играо је за ХШК Конкордија из Загреба и БСК из Београда. За Конкордију је регистрован 8. априла 1928.
За репрезентацију одиграо је три утакмице. Прву утакмицу одиграо 28. јуна 1926. у Загребу против Чехословачке, другу, такође у Загребу против Румуније 3. октобра 1926. када је постигао два гола за преокрет, а задњу утакмицу одиграо је 10. априла 1927. у Будимпешти против Мађарске.
Био је члан репрезентације на Олимпијским играма 1924. у Паризу. На турниру није одиграо ни једну утакмицу.